# Maurepas (Somme)
Pour les articles homonymes, voir Maurepas.
Maurepas est une commune française située dans le département de la Somme, en région Hauts-de-France.

## Géographie

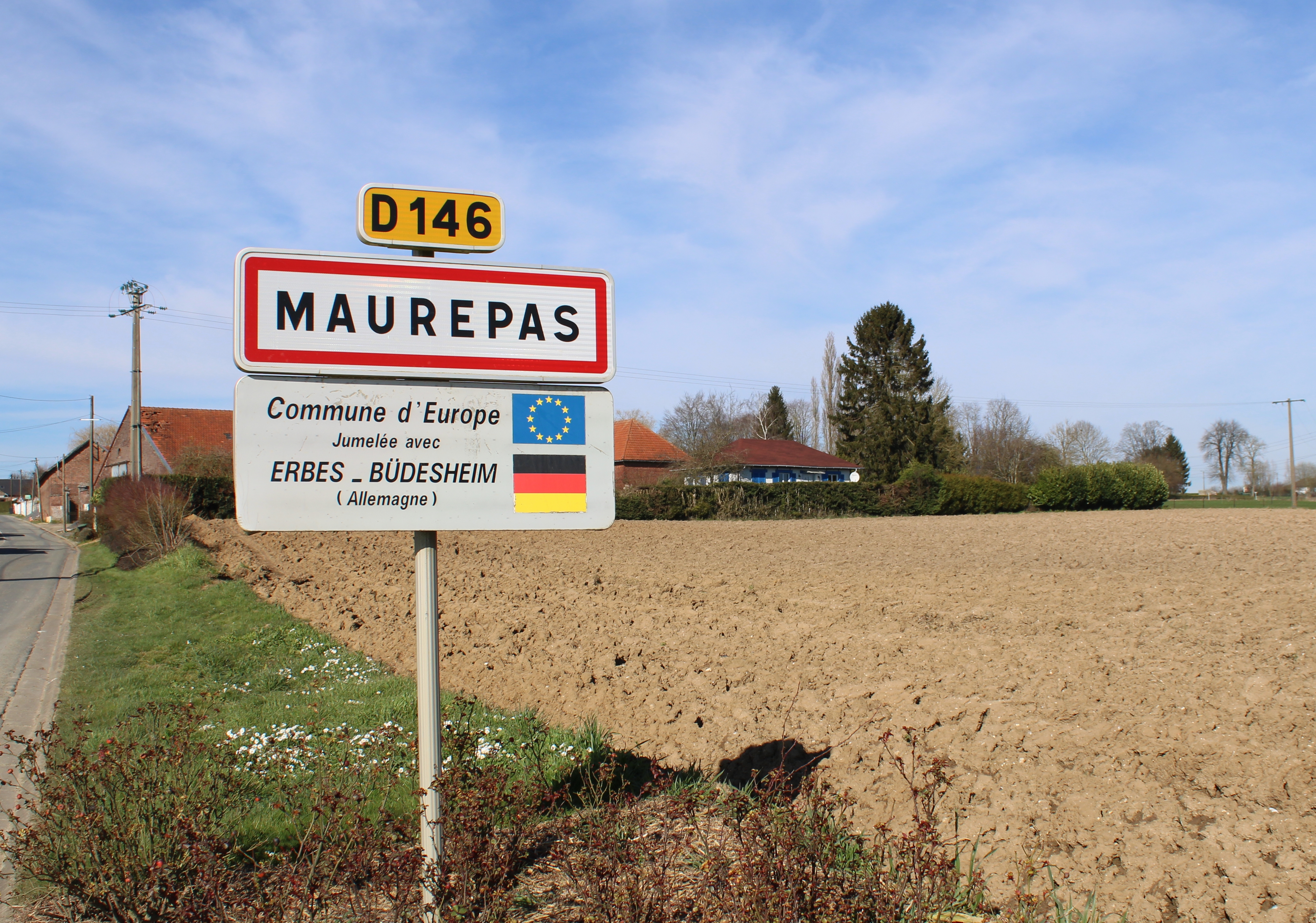
Entrée du village.

### Localisation
Le village est situé dans la partie nord-est du département de la Somme, à environ 50 km au nord-est de la préfecture Amiens, à une douzaine de kilomètres à l'est d'Albert et à une dizaine de kilomètres au nord-ouest du chef-lieu d'arrondissement Péronne. Il est desservi par la route départementale 146 (D146).
L'autoroute A1, qui relie Paris à Lille, passe sur la partie ouest de son territoire.

#### Communes limitrophes
| Ginchy Guillemont   | Combles    | Rancourt            |
| Hardecourt-aux-Bois | Maurepas   | Bouchavesnes-Bergen |
| Curlu               | Hem-Monacu | Cléry-sur-Somme     |

### Nature du sol et du sous-sol
Le sol de la commune est de nature argilo-calcaire.

### Relief, paysage, végétation
Les limites communales sont formées de vallées à la terre franche très fertile.

### Hydrographie
La commune est située dans le bassin Artois-Picardie. Elle n'est drainée par aucun cours d'eau.

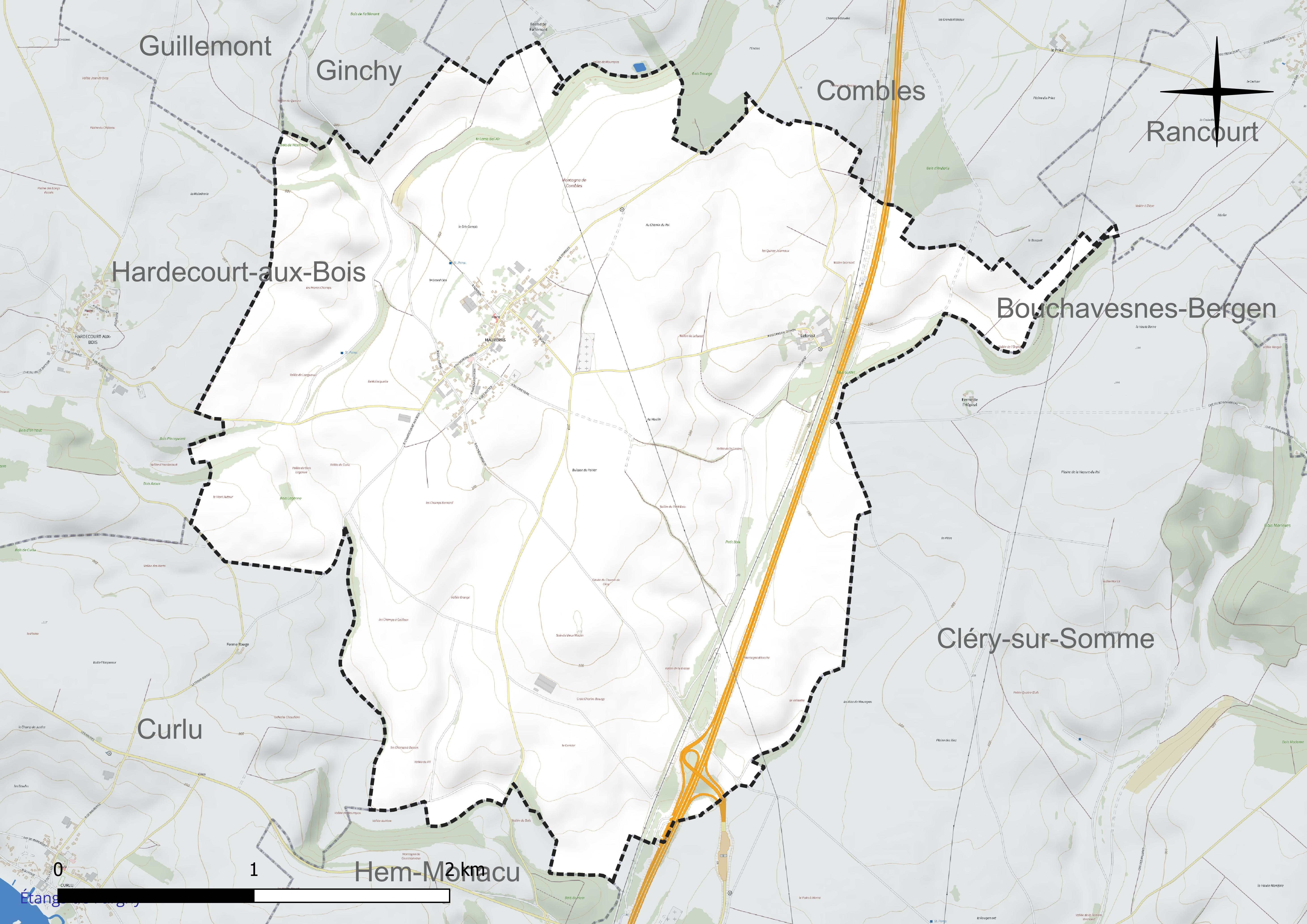
Réseau hydrographique de Maurepas.

### Climat
Pour des articles plus généraux, voir Climat des Hauts-de-France et Climat de la Somme.
En 2010, le climat de la commune est de type climat océanique dégradé des plaines du Centre et du Nord, selon une étude du CNRS s'appuyant sur une série de données couvrant la période 1971-2000. En 2020, Météo-France publie une typologie des climats de la France métropolitaine dans laquelle la commune est exposée à un climat océanique et est dans la région climatique Nord-est du bassin Parisien, caractérisée par un ensoleillement médiocre, une pluviométrie moyenne régulièrement répartie au cours de l'année et un hiver froid (3 °C).
Pour la période 1971-2000, la température annuelle moyenne est de 10,2 °C, avec une amplitude thermique annuelle de 14,4 °C. Le cumul annuel moyen de précipitations est de 799 mm, avec 12,9 jours de précipitations en janvier et 8,9 jours en juillet. Pour la période 1991-2020, la température moyenne annuelle observée sur la station météorologique la plus proche, située sur la commune de Méaulte à 13 km à vol d'oiseau, est de 10,7 °C et le cumul annuel moyen de précipitations est de 730,3 mm,. Pour l'avenir, les paramètres climatiques de la commune estimés pour 2050 selon différents scénarios d'émission de gaz à effet de serre sont consultables sur un site dédié publié par Météo-France en novembre 2022.

## Urbanisme

### Jumelage
- Erbes-Büdesheim (Allemagne)

### Typologie
Au 1er janvier 2024, Maurepas est catégorisée commune rurale à habitat dispersé, selon la nouvelle grille communale de densité à sept niveaux définie par l'Insee en 2022.
Elle est située hors unité urbaine. Par ailleurs la commune fait partie de l'aire d'attraction de Péronne, dont elle est une commune de la couronne,. Cette aire, qui regroupe 52 communes, est catégorisée dans les aires de moins de 50 000 habitants,.

### Occupation des sols
L'occupation des sols de la commune, telle qu'elle ressort de la base de données européenne d'occupation biophysique des sols Corine Land Cover (CLC), est marquée par l'importance des territoires agricoles (90,1 % en 2018), en diminution par rapport à 1990 (98,6 %). La répartition détaillée en 2018 est la suivante : 
terres arables (90,1 %), zones industrielles ou commerciales et réseaux de communication (5,5 %), zones urbanisées (2,9 %), forêts (1,4 %). L'évolution de l'occupation des sols de la commune et de ses infrastructures peut être observée sur les différentes représentations cartographiques du territoire : la carte de Cassini (XVIIIe siècle), la carte d'état-major (1820-1866) et les cartes ou photos aériennes de l'IGN pour la période actuelle (1950 à aujourd'hui).

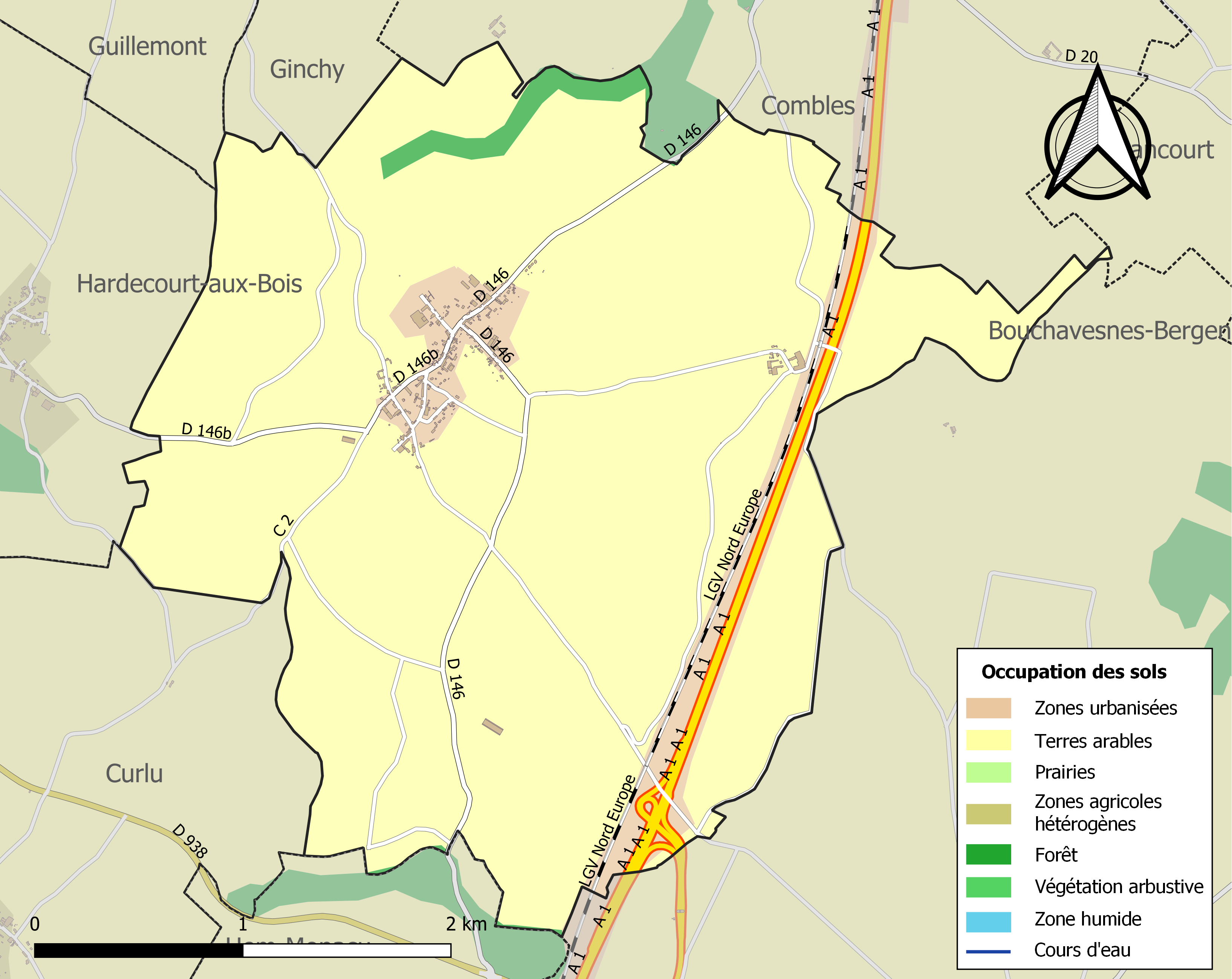
Carte des infrastructures et de l'occupation des sols de la commune en 2018 (CLC).

### Habitat
La commune présente un habitat groupé de maisons individuelle. Le hameau de Leforest est rattaché à la commune depuis 1960.

### Voies de communication et transports
Maurepas est située sur la route départementale 938 reliant Albert à Péronne et à la sortie 13.1 (Albert-Péronne) de l'autoroute A 1 (Paris-Lille).
La localité est desservie par les autocars du réseau inter-urbain Trans'80, Hauts-de-France (ligne no 54, Lesbœufs - Péronne).

## Toponymie
Le nom de la localité est attesté sous les formes Malum Repastum en 1181, Malrepast en 1190.
Ernest Nègre donne à Mau le sens de « mal, mauvais » et au mot repas, le sens de « nourriture des animaux, pâturage ».
Le sens global du toponyme Maurepas serait donc celui de « mauvais repas pour les animaux », c'est-à-dire de « mauvaise pâture ». Il n'y avait que peu de champs à l'origine et bien des marécages peu propices à la culture céréalière, sans compter les forêts, la place manquante peut faire penser qu'y manger mal était fréquent.
Charles Rostaing donne une interprétation légèrement différente : la formation du nom Maurepas remonterait à l'époque féodale et signifierait, « terres qui rapportent peu ».

## Histoire

### Moyen Âge
L'origine du village de Maurepas remonterait au XIIe siècle. L'abbaye du Mont-Saint-Quentin percevait les deux tiers de la dime, le tiers restant allait au curé lui-même nommé par l'abbaye.
Il existait à Maurepas une compagnie de tir à l'arc appelé confrérie de Saint-Sébastien.
Le village de Leforest dont la première mention date de 1181, était un hameau de Maurepas. Son nom lui venait du fait qu'il était environné de forêts. Il y existait une maladrerie encore citée lors de la rédaction des coutumes de Péronne, en 1567.
- Une vallée porte le nom de « des Sarrasins » ou « des Maures ». Des armes, des vases, des colliers, des tombeaux en pierre ont été trouvés dans un vieux cimetière[1].
- Des souterrains (muches) ont été creusés dans le village au Moyen Âge ou à la Renaissance, pour la protection de la population pendant les périodes troublées[1], comme la guerre de Cent Ans (entre les royaumes de France et d'Angleterre), la guerre entre la France et le duché de Bourgogne (Pays-Bas bourguignons) ou les guerres avec l'empire des Habsbourg (Pays-Bas des Habsbourg et Pays-Bas espagnols).

### Époque moderne
Au XVIe siècle, le roi François Ier donna le domaine de Leforest, qui appartenait à la couronne, à Jean de Baynat, seigneur d'Herleville, pour sa noble attitude lors du siège de Péronne, en 1536.
Pendant l'Ancien Régime, Maurepas et Leforest dépendaient du bailliage et de l'élection de Péronne et de la généralité d'Amiens. Le seigneur de Maurepas au XVIIIe siècle était M. Bénart.

### Époque contemporaine
- 1849 : comme dans toutes les communes de France, la population masculine majeure put, pour la première fois, aller voter grâce à l'instauration du suffrage universel.

#### Première Guerre mondiale
En 1916, le village et le bois louage furent un champ de bataille en septembre 1916 lors de la bataille de la Somme. Le 24 août, à 17 h 45, le 201e régiment d'infanterie lança un assaut vers les tranchées tenues par l'ennemi, à l'ouest de la commune.

#### Monuments de laguerre 1914-1918à Maurepas

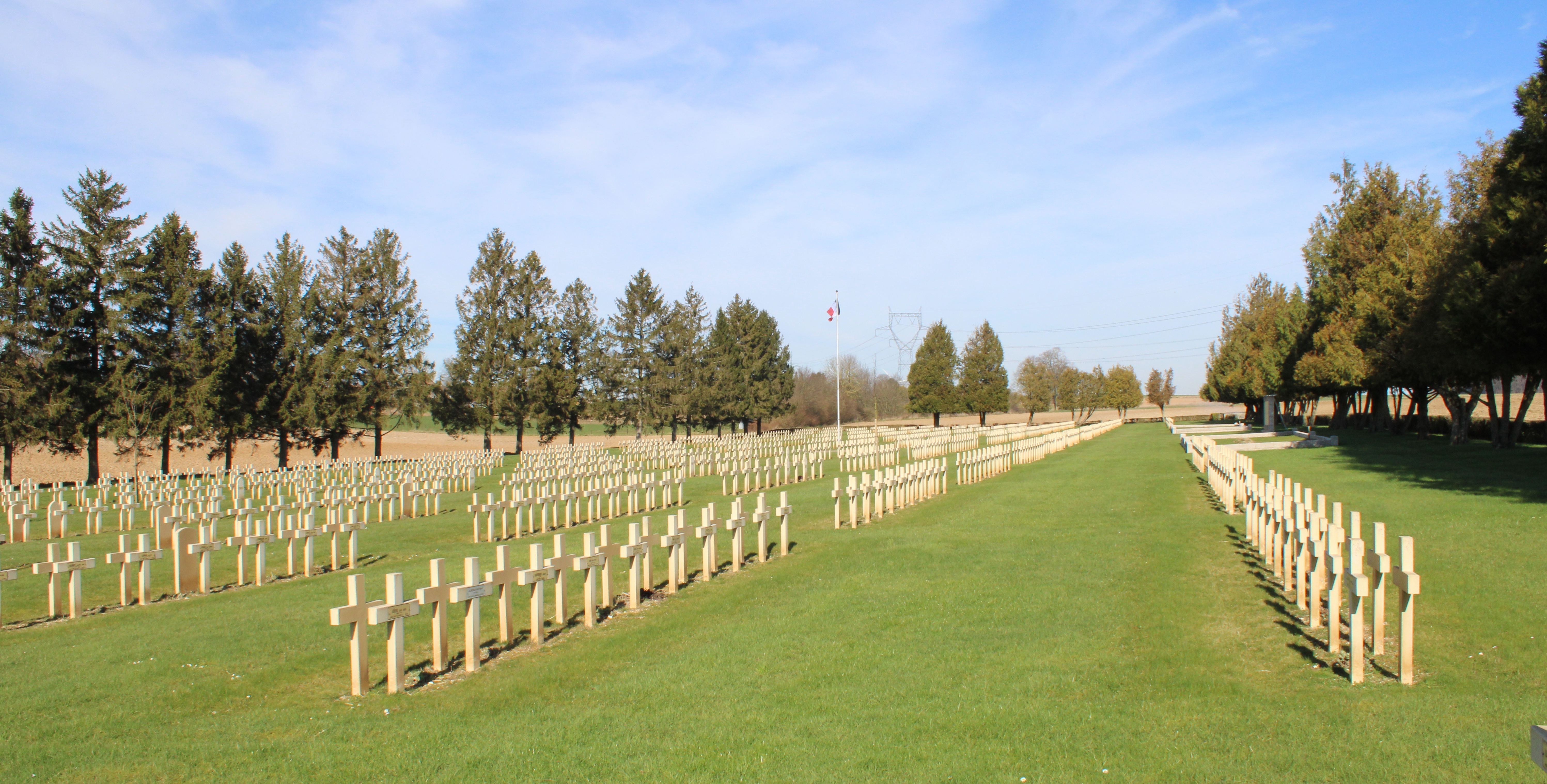
La nécropole nationale de Maurepas.
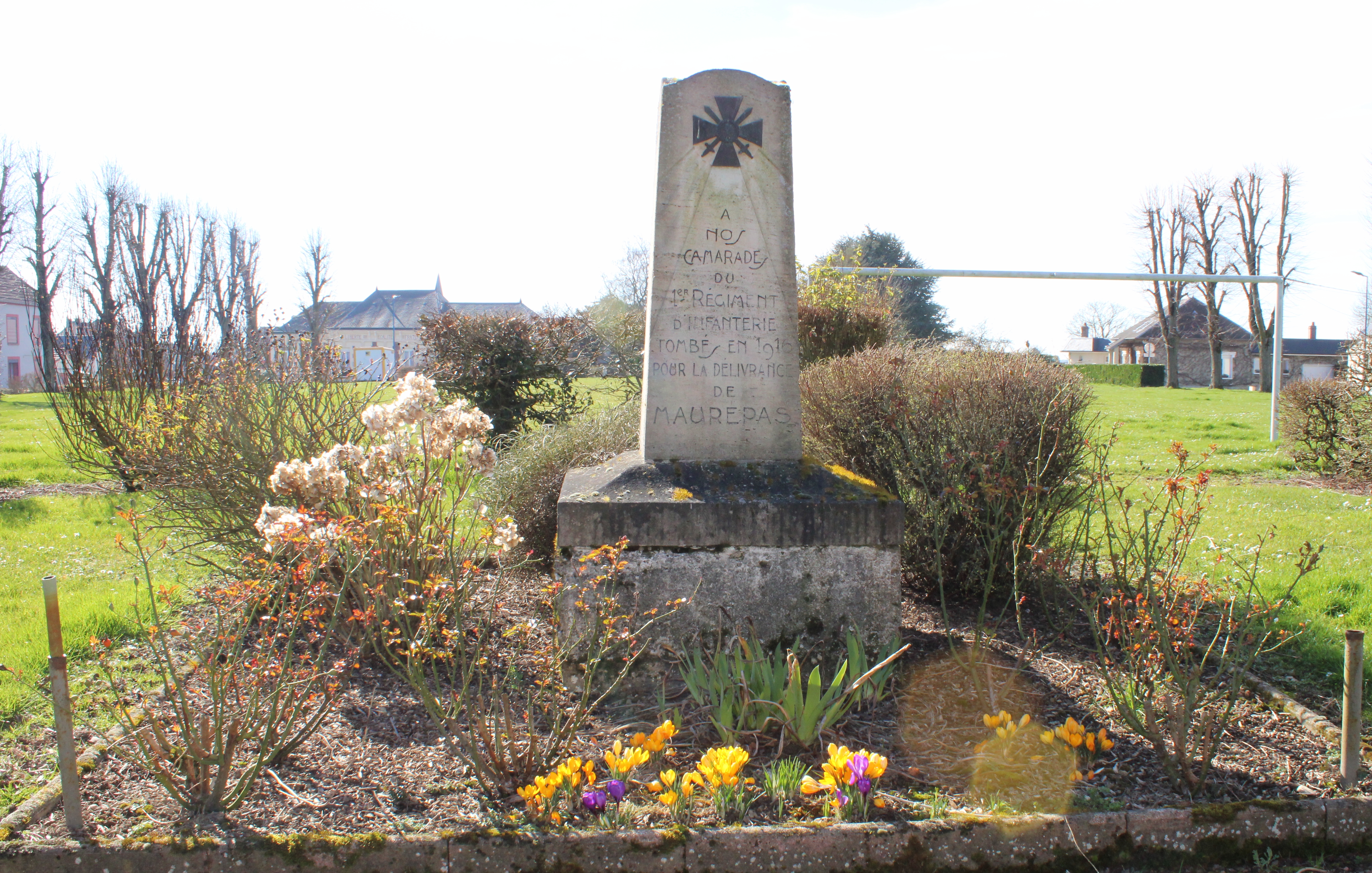
Monument hommage au 1er régiment d'infanterie.
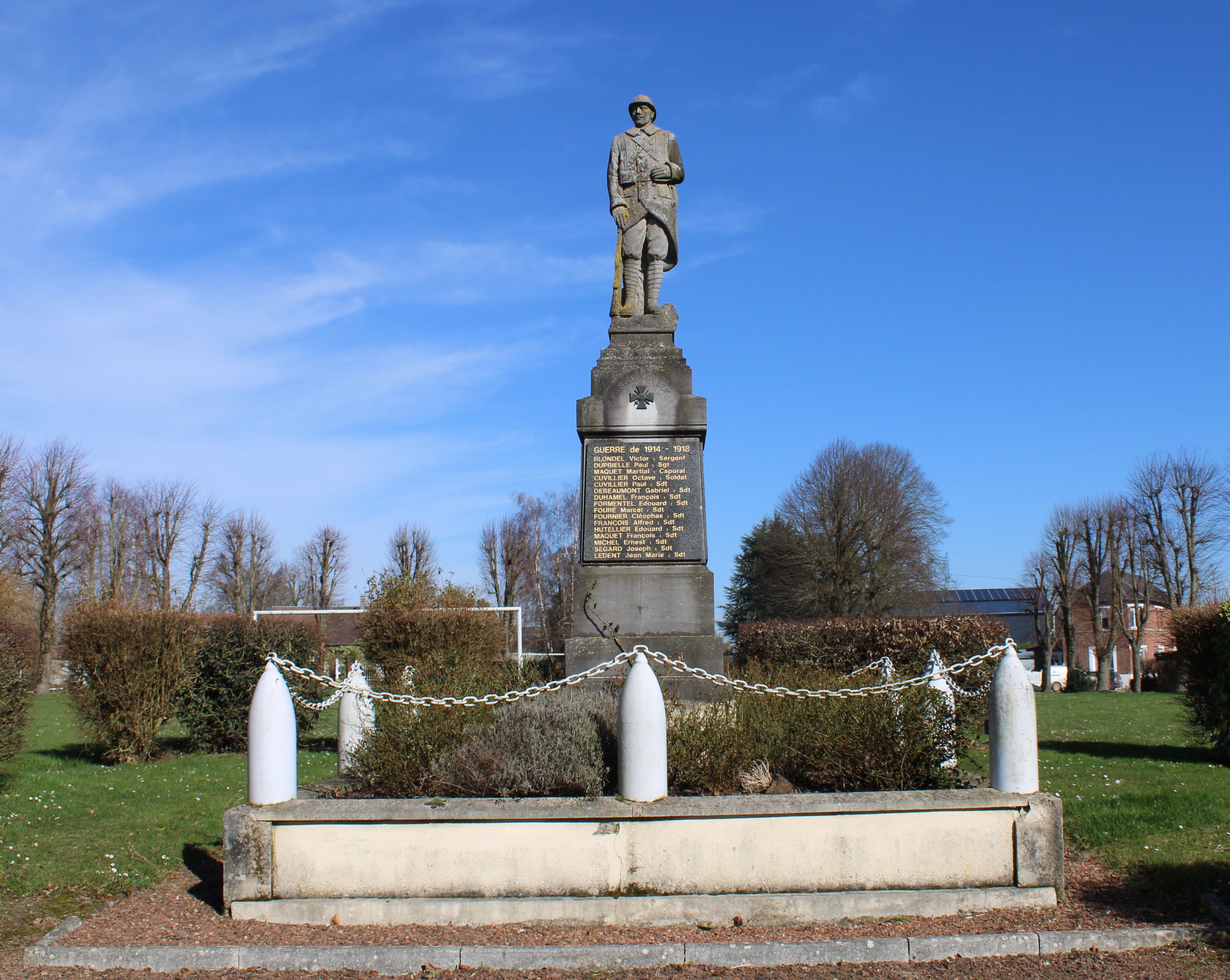
Le monument aux morts.
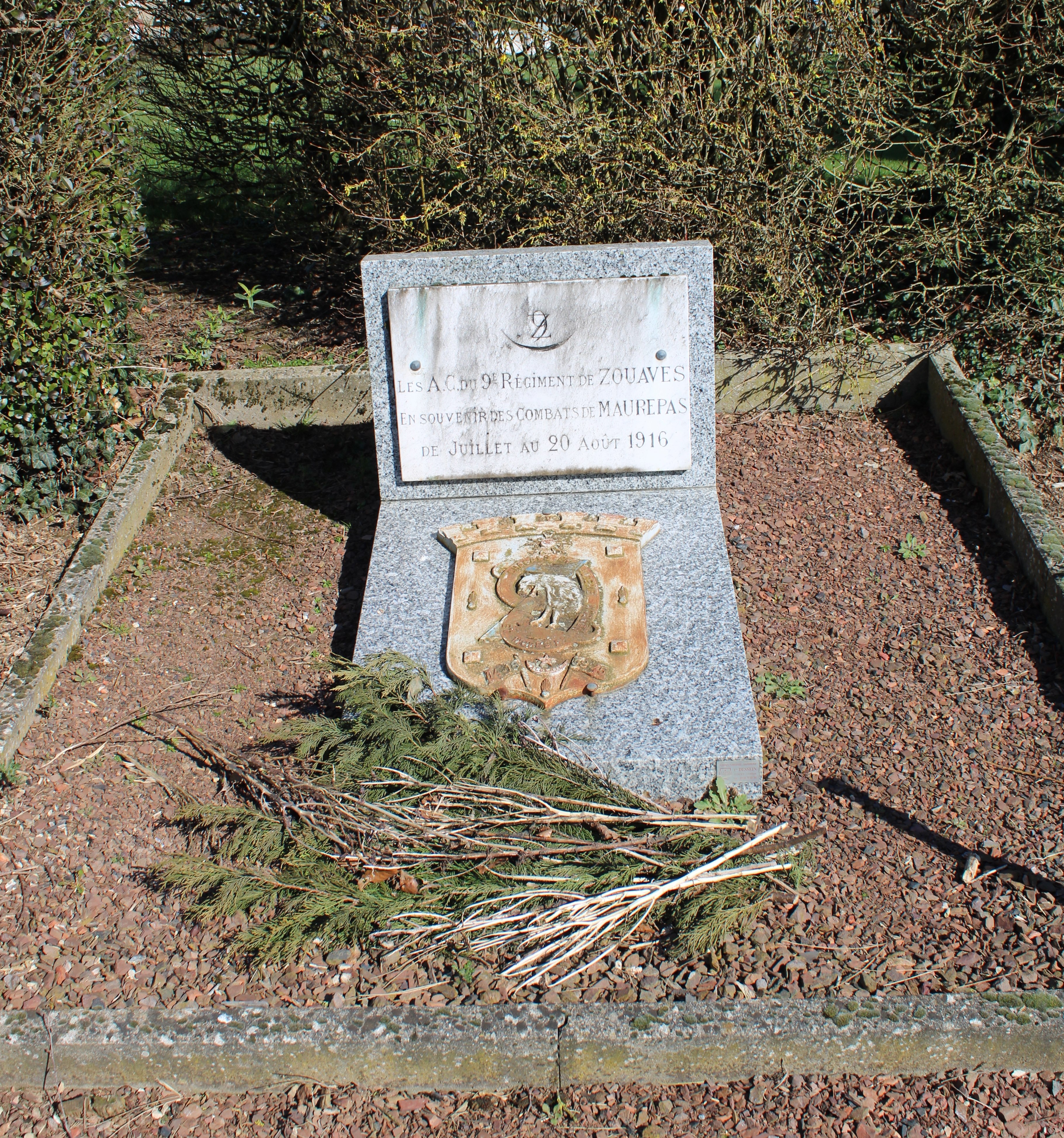
Monument hommage au 9e régiment de zouaves.

## Politique et administration

### Liste des maires
| Période                                  | Période                   | Identité      | Étiquette | Qualité                        |
| ---------------------------------------- | ------------------------- | ------------- | --------- | ------------------------------ |
| Les données manquantes sont à compléter. |                           |               |           |                                |
| avant 1995                               | ?                         | Marcel Caron  | DVD       |                                |
| mars 2001                                | mars 2008                 | Claude Barloy | SE        |                                |
| mars 2008                                | En cours (au 26 mai 2020) | Bruno Fossé   |           | Réélu pour le mandat 2020-2026 |

### Jumelages
- Erbes-Büdesheim (Allemagne) depuis 2004 (Rhénanie-Palatinat)[19].

## Population et société

### Démographie
L'évolution du nombre d'habitants est connue à travers les recensements de la population effectués dans la commune depuis 1793. Pour les communes de moins de 10 000 habitants, une enquête de recensement portant sur toute la population est réalisée tous les cinq ans, les populations de référence des années intermédiaires étant quant à elles estimées par interpolation ou extrapolation. Pour la commune, le premier recensement exhaustif entrant dans le cadre du nouveau dispositif a été réalisé en 2004.

En 2022, la commune comptait 223 habitants, en évolution de +17,99 % par rapport à 2016 (Somme : −1,26 %, France hors Mayotte : +2,11 %).
| 1793  | 1800 | 1806 | 1821 | 1831 | 1836 | 1841 | 1846 | 1851 |
| ----- | ---- | ---- | ---- | ---- | ---- | ---- | ---- | ---- |
| 1 008 | 906  | 859  | 797  | 842  | 827  | 825  | 828  | 799  |

| 1856 | 1861 | 1866 | 1872 | 1876 | 1881 | 1886 | 1891 | 1896 |
| ---- | ---- | ---- | ---- | ---- | ---- | ---- | ---- | ---- |
| 738  | 732  | 667  | 657  | 635  | 592  | 543  | 527  | 507  |

| 1901 | 1906 | 1911 | 1921 | 1926 | 1931 | 1936 | 1946 | 1954 |
| ---- | ---- | ---- | ---- | ---- | ---- | ---- | ---- | ---- |
| 478  | 473  | 409  | 171  | 238  | 243  | 242  | 221  | 217  |

| 1962 | 1968 | 1975 | 1982 | 1990 | 1999 | 2004 | 2006 | 2009 |
| ---- | ---- | ---- | ---- | ---- | ---- | ---- | ---- | ---- |
| 268  | 283  | 242  | 216  | 213  | 215  | 209  | 207  | 207  |

| 2014 | 2019 | 2022 | - | - | - | - | - | - |
| ---- | ---- | ---- | - | - | - | - | - | - |
| 196  | 211  | 223  | - | - | - | - | - | - |

### Enseignement
La communauté de communes gère les transports scolaires vers les établissements d'intérêt communautaire.

## Économie

### Activités économiques et de services
L'activité de la commune reste l'agriculture.

## Culture locale et patrimoine

### Lieux et monuments
- Le cimetière militaire français de la Première Guerre mondiale, créé en 1916 pendant la bataille de la Somme.

- Église Saint-Martin. Elle est fermée depuis 1987, à la suite d'un arrêté de péril imminent : elle risque de s'effondrer[25].
- Chapelle de la Sainte-Famille, à campenard, au hameau de Leforest[26].
- Chapelle Notre-Dame-de-Lourdes, de 1879, reconstruite après la guerre[26].
- Chapelle funéraire Debeaumont, en granit, avec pinacles et toiture en béton[26].

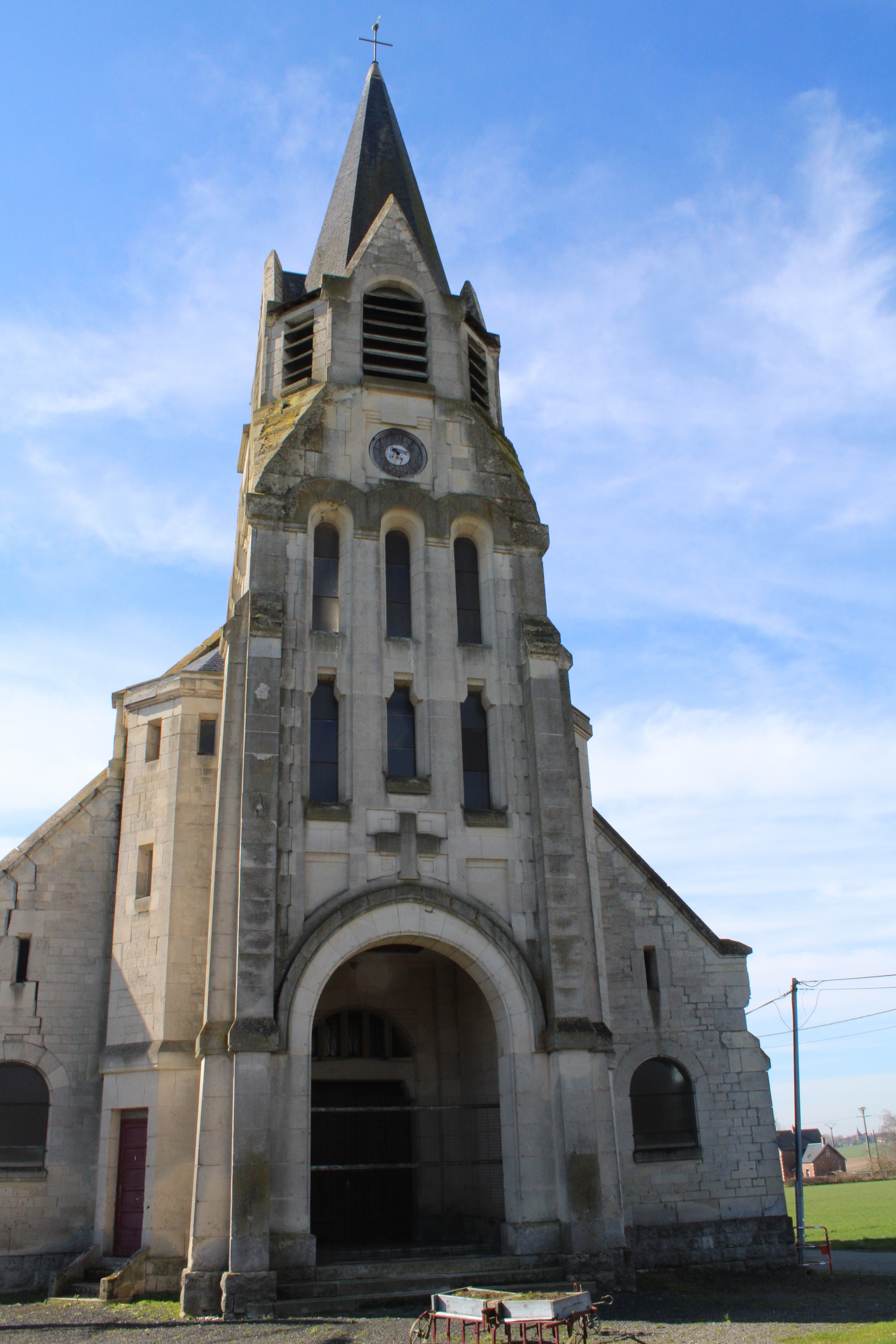
L'église Saint-Martin.
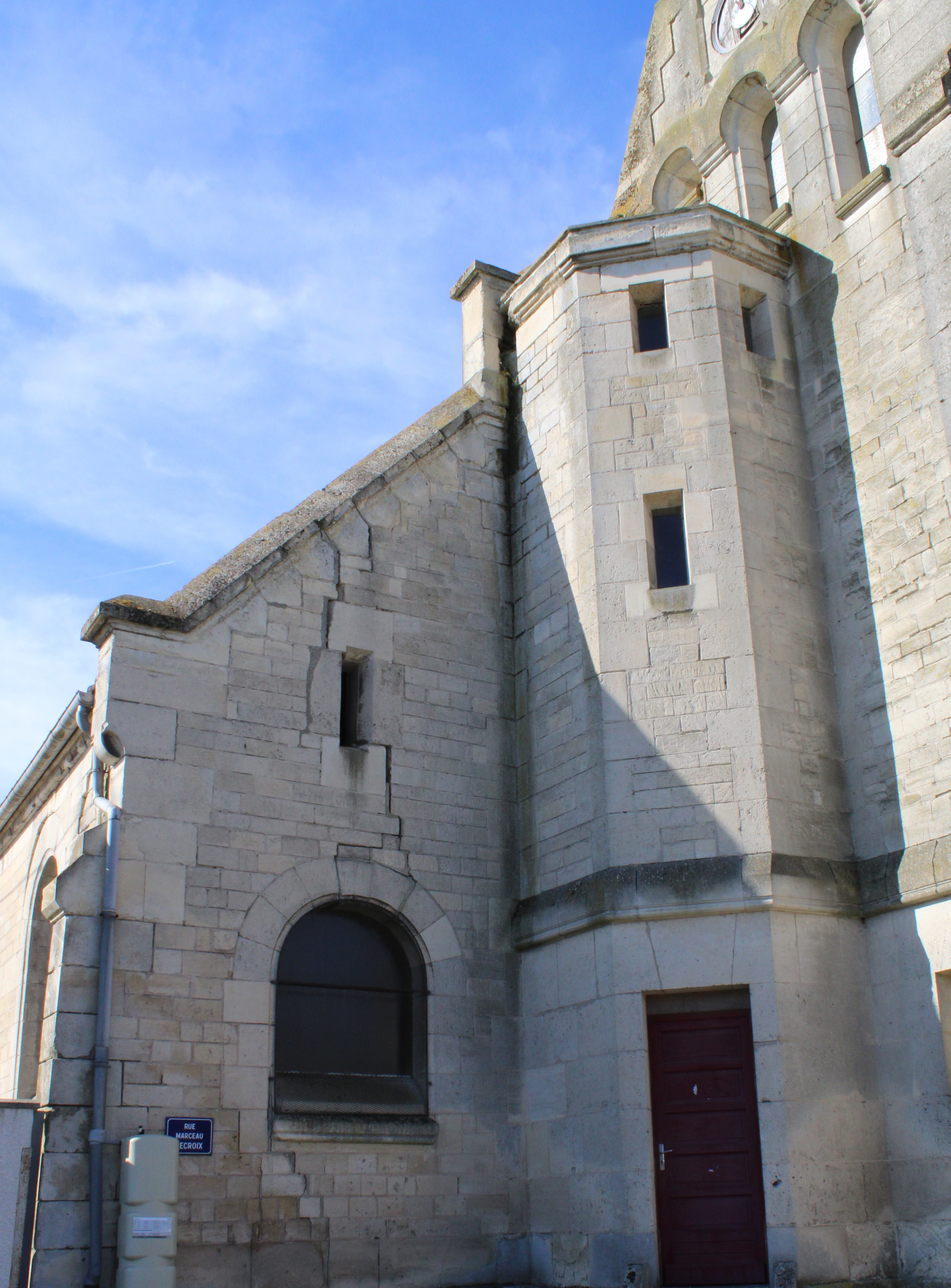
Détail des dégradations de l'église Saint-Martin.
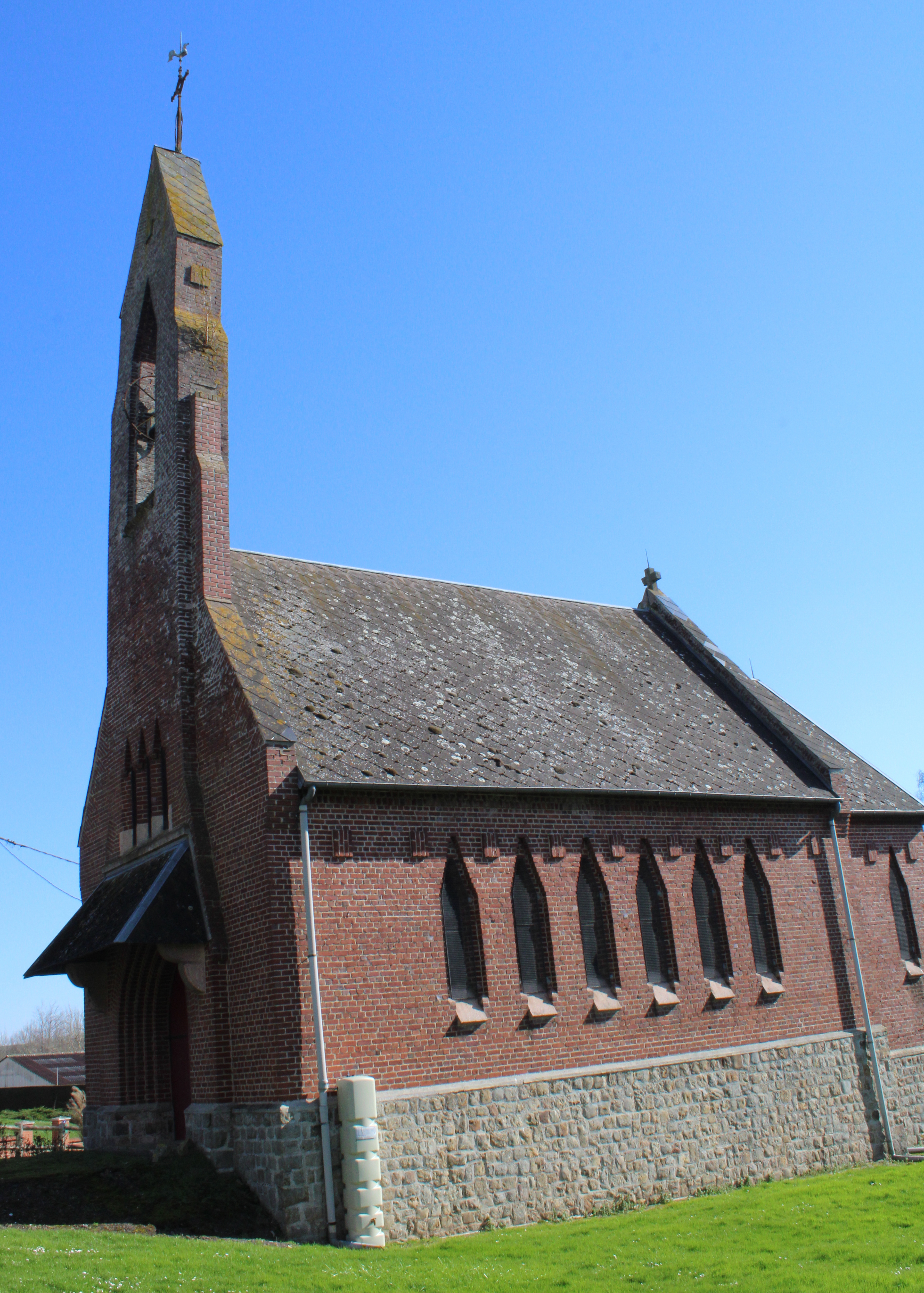
La chapelle de la Sainte-Famille du hameau de Leforest.
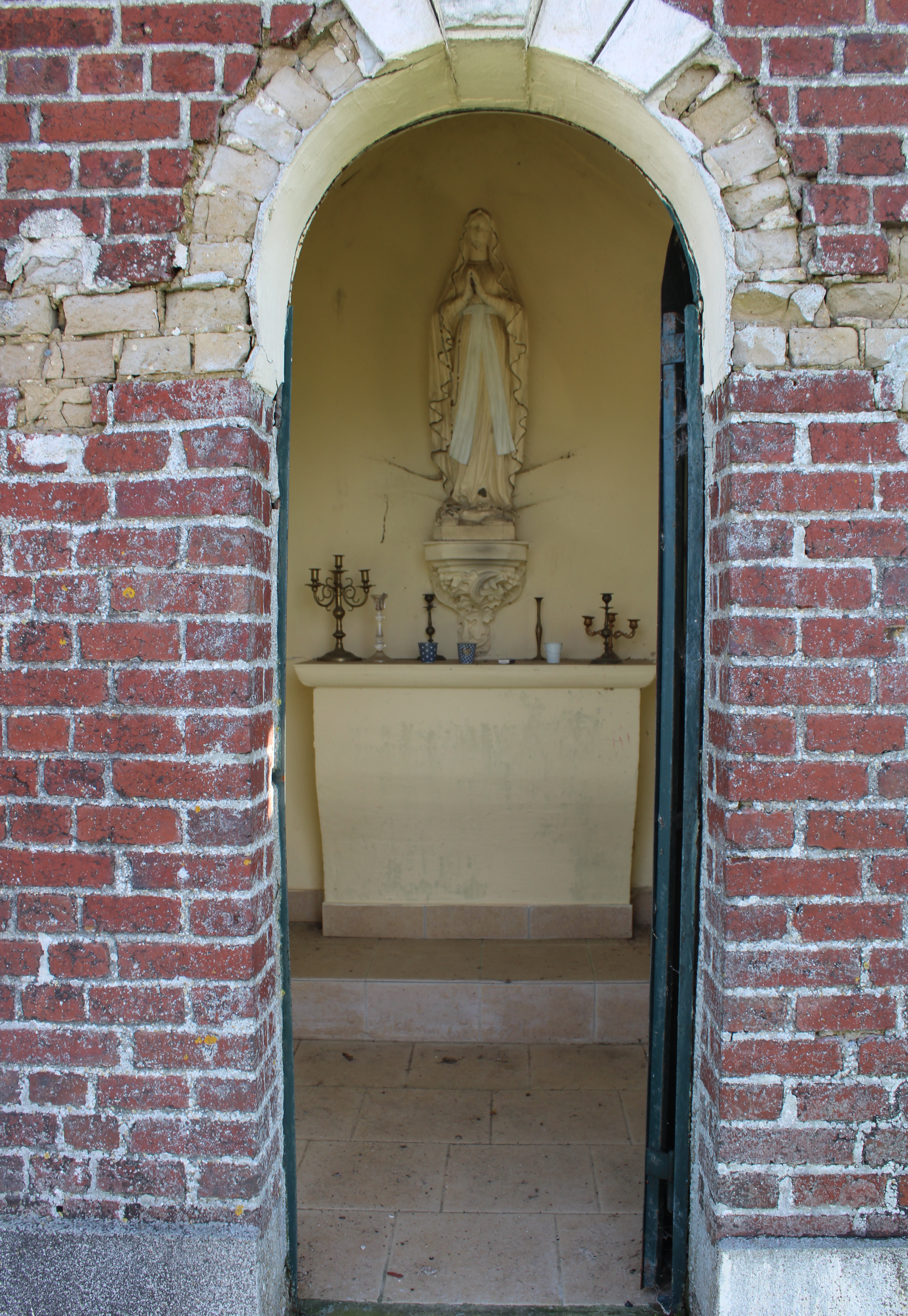
Intérieur de la chapelle Notre-Dame-de-Lourdes.

### Personnalités liées à la commune
- Jean-Siméon Domon, général de brigade et baron d'Empire né le 2 mars 1774 au hameau de  Leforest à Maurepas, décédé le 5 juillet 1830 à Paris.